# Bukovo, Blagoevgrad
Bukovo (bulgariska: Буково) är ett distrikt i Bulgarien.   Det ligger i kommunen Obsjtina Gotse Deltjev och regionen Blagoevgrad, i den sydvästra delen av landet, 110 km söder om huvudstaden Sofia.
Omgivningarna runt Bukovo är en mosaik av jordbruksmark och naturlig växtlighet. Runt Bukovo är det ganska glesbefolkat, med 50 invånare per kvadratkilometer.